# Альварадо-Ларруко, Карлос
Карлос Альварадо-Ларруко (исп. Carlos Alvarado, фр. Carlos Larroucau; 1 декабря 1964, Сан-Мигель-де-Тукуман, Аргентина) — аргентинский и французский поэт, педагог и литературный критик.

## Биография
Родился Карлос Альварадо-Ларруко 1 декабря 1964 года в Сан-Мигель-де-Тукумане.
В 1980—1990 годах получил образования в университетах Буэнос-Айреса, Монреаля, Флориды, Парижа.
Работал преподавателем в университете Ниццы — Софии Антиполис, в колледжах Аргентины, Швейцарии и США.

На формирование художественной манеры Альварадо-Ларруко значительное влияние оказало творчество французских символистов (особенно С. Малларме и М. Пруста), а также испанский и баскский фольклор. Темы семьи и любви, мотивы мистицизма и меланхолии – в центре поэтических сборников «Вино из маков» («Con tinta de amapolas», 2007), «Стихотворения» («Poemas», 2009), «Я тоже» («Je suis aussi», 2009), «Потоки воды» («Des cours d'eau», 2013).
— Большая российская энциклопедия
Автор публицистических статей, исследований по французской и аргентинской литературе.